# Гурская, Вероника Олеговна
Вероника Олеговна Гурская (род. 14 октября 1998 года, Кемеровская область) — российская спортсменка, борец вольного стиля. Чемпионка России 2021. Мастер спорта международного класса.

## Биография
Гурская родилась в Новокузнецке и начала тренироваться по вольной борьбе в ДЮСШ № 6 имени Манеева, ее первыми тренерами были Андрей Добрынин и Николай Долгейко. В 2014 переехала с семьёй в Симферополь (Крым) и начала тренироваться под руководством Игната Грека в СШ «Крым—СПОРТ». С 2016 года параллельно тренируется в Санкт-Петербурге под руководством Дмитрия Герчегло в КШВСМ.

## Спортивная карьера

### Школьные годы
В 2011 году она выиграла свой первый титул чемпионки среди учащихся на первенстве России до 15 лет. Годом позже она уже стала победительницей первенства России среди кадетов (до 17 лет) в весе до 38 кг и пришла первой на первенстве России среди учащихся до 15 лет в весе до 40 кг.

### Кадетский уровень
В начале 2013 года выступила на своем первом международном старте в Швеции, где она приняла участие на турнире «Klippan Lady Open» среди кадетов и заняла третье место. В апреле 2013 года стала снова победительницей первенства России среди кадетов в Гулькевичи (Краснодарский край). В мае 2013 года выиграла первый международный турнир в своей карьере в Дормагене (Германия). В июне 2013 года стала победительницей первенства Европы в Черногории, где в финале она не оставила шансов украинке Ольга Загаянской. На первенстве мира 2013 в Сербии стала третьей. В март 2014 года стала финалисткой «Klippan Lady Open» в весе до 46 кг и третьей на первенстве России в Красноярске. В июне 2014 года снова выиграла гран-при Германии. В июле 2014 года выиграла бронзовую медаль на первенстве мира в Словакии. В апреле 2015 года Гурская снова стала третьей на первенстве России. Участница первенства Европы среди кадетов 2015 в Сербии (6-е место).

### Юниорский уровень
В апреле 2016 года Вероника выиграла первый национальный титул на юниорском уровне, на первенстве страны она одолела в финале Яну Липовую из Красноярского края. В мае 2016 года выиграла международный турнир в городе Сассари (Италия). На первенстве Европы в Румынии и на первенстве мира 2016 во Франции стала третьей. В апреле 2017 стала третьей на чемпионате России в весе до 48 кг. В августе 2017 года пропустила первенство мира из-за травмы. В мае 2018 года Гурская снова победила на первенстве России и отобралась на первенство Европы в Италии, где так же выиграла. На первенстве мира 2018 в Словакии она добыла бронзовую медаль.

### Взрослый уровень
Гурская первый раз приняла участие на взрослом чемпионате России 2017 в Дагестане, но проиграла в первом же круге. В 2018 на гран-при Иван Ярыгин стала лишь 19-й. В июле 2019 года она приняла участие на турнире памяти Яшар Догу в Турции, но проиграла в схватке за 3-е место турчанке Эвин Демирхан. В августе 2019 года неудачно выступила на гран-при Александр Медведь в Минске (Беларусь). В январе 2020 года стала лишь восьмой на международном турнире Маттео Пелликоне в Риме (Италия). В мае 2021 года неожиданного выиграла предолимпийский чемпионат России в Улан-Удэ, в весовой категории до 50 кг. В июне 2021 неудачно выступила на турнире памяти Циалковского в Польше и потеряла шанс попасть в состав сборной России на Олимпийские игры в Токио. На чемпионате России 2022 в Наро-Фоминске выбыла в первом же круге, уступив Валерий Чепсараковой из Хакасии. На чемпионате России 2023 среди студентов Вероника стала финалисткой. В августе 2023 года Вероника пришла третьей на Международном фестивале университетского спорта в Екатеринбурге.

## Спортивные достижения
Взрослый уровень
- 2021 Чемпионат России — ;
- 2023 Чемпионат России среди студентов — ;
- 2023 Международный фестиваль университетского спорта — ;

Юниорский уровень
- 2016, 2018 Первенство России — ;
- 2016 Первенство Европы — ;
- 2016, 2018 Первенство мира — ;
- 2017 Первенство России — ;
- 2018 Первенство Европы — ;

Кадетский уровень
- 2012, 2013 Первенство России — ;
- 2013 Первенство Европы — ;
- 2013 Первенство мира — ;
- 2014, 2015 Первенство России — ;